# Neustift im Stubaital
Neustift im Stubaital est une commune autrichienne de 4 522 habitants. Elle est située à l'ouest du pays, dans le district d'Innsbruck-Land, dans le Land de Tyrol.